# Playa de Hietaniemi
La Playa de Hietaniemi (en finés: Hietaniemen uimaranta; en sueco: Sandudds badstrand; llamada «Hietsu» coloquialmente) es una playa de arena popular en el centro de la ciudad de Helsinki en el país europeo de Finlandia. Se encuentra ubicada en el distrito de Töölö, al lado del cementerio Hietaniemi y es la playa más popular en el centro de Helsinki.
A principios del siglo XX la zona alejada de Hietaniemi estaba siendo utilizada como un vertedero y se convirtió en un área para el almacenamiento de arena. La arena fue introducida por las barcazas desde la parte inferior del mar por varios años. La arena no se usó nunca en realidad, sin embargo, se fue acumulando allí. En 1929, los habitantes de la zona la empezaron a usar como una playa de arena.
Estando cerca del centro de la ciudad, la playa es hoy en día un destino popular en verano para los lugareños y turistas. También es un lugar popular para jugar al voleibol de playa, y desde 1995 el torneo de Voleibol de Playa Hietsu se celebra allí.